# Aragona
Aragona is een gemeente in de Italiaanse provincie Agrigento (regio Sicilië) en telt 9902 inwoners (31-12-2004). De oppervlakte bedraagt 74,4 km², de bevolkingsdichtheid is 133 inwoners per km².

## Demografie
Aragona telt ongeveer 3917 huishoudens. Het aantal inwoners daalde in de periode 1991-2001 met 3,4% volgens cijfers uit de tienjaarlijkse volkstellingen van ISTAT.
| Jaar | Inwoneraantal |
| ---- | ------------- |
| 1991 | 10.416        |
| 2001 | 10.065        |

## Geografie
De gemeente ligt op ongeveer 400 meter boven zeeniveau.
Aragona grenst aan de volgende gemeenten: Agrigento, Campofranco (CL), Casteltermini, Comitini,  Favara, Grotte, Joppolo Giancaxio, Sant'Angelo Muxaro, Santa Elisabetta.